# کیم پان-گون
کیم پان-گون (انگلیسی: Kim Pan-gon؛ زادهٔ ۱ مهٔ ۱۹۶۹) بازیکن سابق و مربی فوتبال اهل کره جنوبی است.
از باشگاه‌هایی که در آن بازی کرده‌است می‌توان به باشگاه فوتبال چونبوک هیوندای موتورز، باشگاه فوتبال اولسان اچ‌دی و باشگاه فوتبال هنگ کنگ رنجرز اشاره کرد.
وی در مسابقات کشوری و بین‌المللی در مجموع برندهٔ ۱ مدال طلا شده‌است.